# Stazione di terra di Santa Maria
La stazione di terra di Santa Maria è una stazione di terra della rete ESTRACK dell'Agenzia Spaziale Europea. Si trova sull'isola di Santa Maria, nelle Azzorre, ed è gestita dal Centro europeo per le operazioni spaziali.
Nella stazione è presente un'antenna parabolica del diametro di 5,5 metri e operante nelle frequenze 2200-2300 MHz (banda S), che viene usata per il tracciamento durante i lanci dal Centre spatial guyanais. In futuro è prevista l'aggiunta della capacità di comunicazione in banda X per ricevere i dati scientifici dai satelliti per l'osservazione della Terra.